# Cylindromyia agnieszkae
Cylindromyia agnieszkae là một loài ruồi trong họ Tachinidae.